# 外崎友亮
外崎 友亮（とのざき ゆうすけ、1988年7月31日 - ）は、日本の男性声優。北海道出身。アクロス エンタテインメント所属。

## 経歴
地元北海道で2年間、看護師として働いていたが、声優に憧れて上京。
2014年、『岩田光央・鈴村健一 スウィートイグニッション』のオーディションで優勝を果たし、同じ優勝者の木村昴と共に冠番組『木村昴×外崎友亮 ビバップ・コミュニケーション』のパーソナリティーに就任。
パワー・ライズ（合併前はトリトリオフィス）に所属した後、2015年10月1日よりフリーで活動していた。その後、2016年1月よりアクロス エンタテインメントに所属。
2017年、テレビアニメ『遊☆戯☆王VRAINS』にて初のアニメ出演を果たす。

## 人物
好きな食べ物はエビチリ。趣味・特技はテニス。資格は普通看護師免許。
4人兄弟の長男で、弟が1人と妹が2人いる。

## 出演

### テレビアニメ
2017年
- 遊☆戯☆王VRAINS（2017年 - 2019年、オペレーター、パトロールロボ、剣持）
- 王室教師ハイネ（グレゴール）
- 賭ケグルイ（男子生徒、子分B）
- 王様ゲーム The Animation（神馬竜也）
- ねこねこ日本史（井伊直満、役人、公家 他）

2018年
- 刻刻（宮尾、チンピラ）
- バキ（会員、酔っ払い、警官、練習生、僧）
- RELEASE THE SPYCE（揚陸艇部下）
- パズドラ（2018年 - 2022年、ドクターP）

2019年
- 名探偵コナン（2019年 - 2025年、会沢栄介、フジ君、刑事、男性従業員、志田康保、警官）
- ドメスティックな彼女（若手芸人）
- 鬼滅の刃（2019年 - 2024年、隠） - 3シリーズ

2020年
- はなかっぱ（チョーベルト）
- ドラえもん（テレビ朝日版第2期）（オジサン(3)）

2021年
- MARS RED（編集長、ヴァンパイアの男、金剛鉄平）
- 聖女の魔力は万能です（騎士）
- いたずらぐまのグル〜ミ〜（プロレスラー、プロレス実況）
- TSUKIPRO THE ANIMATION 2（柳下）
- ぐんまちゃん（2021年 - 2023年、鏡3、陶芸作家、従者A、黒ハニワ） - 2シリーズ
- 吸血鬼すぐ死ぬ（吸対科職員）

2022年
- 錆喰いビスコ（店員）
- ニンジャラ（2022年 - 2023年、不良、兵士）
- 天才王子の赤字国家再生術（従者）
- 名探偵コナン ゼロの日常（白バイ警官、犯人）
- 遊☆戯☆王ゴーラッシュ!!（2022年 - 2025年、ジョウゲ・ジャージ）
- アオアシ（桑田修斗）
- 惑星のさみだれ（ヤクザ）

2023年
- 英雄王、武を極めるため転生す 〜そして、世界最強の見習い騎士♀〜（騎士、生徒）
- 人間不信の冒険者たちが世界を救うようです（冒険者、監視員）
- ぷにるんず（2023年 - 2025年、ぴかるん） - 2シリーズ
- ゴー!ゴー!びーくるずー（ガルン、トラクター）
- ゾン100〜ゾンビになるまでにしたい100のこと〜（モブホスト1）
- Helck（魔族）

2024年
- ゴー!ゴー!キッチン戦隊クックルン（怪人）
- 多数欠（黒髪）

2025年
- 異修羅（旧王国兵）

### 劇場アニメ
- カゲロウデイズ‐in a days-（2016年、テロリスト、警備員、職員 他）
- 映画 妖怪ウォッチ 空飛ぶクジラとダブル世界の大冒険だニャン!（2016年、人々）
- 曇天に笑う 外伝（2017年、立てこもり犯 他）
- 映画 妖怪ウォッチ シャドウサイド 鬼王の復活（2017年、不良A）
- 映画 妖怪ウォッチ FOREVER FRIENDS（2018年）
- 映画 妖怪学園Y 猫はHEROになれるか（2019年）
- 劇場版 鬼滅の刃 無限城編 第一章 猗窩座再来（2025年）

### Webアニメ
- 大福マン（2017年、たいやき丸）
- 「バキ」シリーズ（2020年 - 2021年、観客、囚人C、囚人D、囚人A、看守C、囚人B） - 2シリーズ
- ニンジャラ シノビの里（2020年、刺客）

### ゲーム
2014年
- アルファディア ジェネシス2（カミル副将軍）
- 白猫プロジェクト（ゴウケツ）

2016年
- ヴァルキリーアナトミア -ジ・オリジン-（カーメス）
- 円環のパンデミカ code-S-（楠木ケイシ）
- 誰ガ為のアルケミスト（アダルベルト）

2017年
- クイズRPG 魔法使いと黒猫のウィズ（モルブ・ウェレク）
- 黒騎士と白の魔王
- ダンジョントラベラーズ2-2 闇堕ちの乙女とはじまりの書
- V!勇者のくせになまいきだR
- 武器よさらば（タカヤ）

2018年
- レファルシアの幻影（ライザー）
- 実況パワフルプロ野球2018（萬半次）
- 光と闇の対決 〜輪廻のFight Song〜（リヨン、グールー）

2019年
- モンスターストライク（2019年 - 2022年、弥助、須ノ花蓮治郎）
- 社長、バトルの時間です!（イーデン）

2020年
- グランドインテンション・アジャストメント（シュリクト）
- ELYON（ネフェルト、テネア 他）

2021年
- 鬼滅の刃 ヒノカミ血風譚

2022年
- コードギアス 反逆のルルーシュ ロストストーリーズ

2023年
- スター・ウォーズ ジェダイ:サバイバー（レイヴィス）
- マブラヴ：ディメンションズ（真壁介六郎）

### ドラマCD
- QUELL vol.2「I saw a rainbow」（カメラマン・守衛）
- SolidS ドラマCD第3巻「PPF -the past, the present, and the future-」（カメラマン）
- はぢがーる
- 劇場版 Fate/stay night [Heaven's Feel] III.spring song Original Drama CD「遠坂凛の聖杯戦争、その後」（2020年）

### BLCD
- 家族になろうよ（ユーコ、斎藤先生）
- 気まぐれなジャガー（坂井優也）
- 狂い鳴くのは僕の番（部長）
- さよならアルファ
- 獣人オメガバース（オメガ）
- なつめくんはなんでもしってる（葉介の父役）
- 本日中にお召し上がりください（ユキ）
- ワンコ系部下のしつけ方（係長、AV撮影スタッフD）

### 吹き替え

#### 映画
- シックスヘッド・ジョーズ（ザック）
- ベイビー・ボーイ（犯人、テレビ司会、テレビヒーロー 他）

#### ドラマ
- インポスターズ 愛しの結婚詐欺師（マーク、アンダーソン、カリート、ミラー刑事）
- 宇宙船レッド・ドワーフ号シーズン11（エレベーター）
- 推しの王子様（ケント様）
- ロア〜奇妙な伝説〜シーズン2（ジェイミー）
- ロック&キー（ゲイブ）

#### アニメ
- カンフーパンダ〜運命の拳〜（海賊、オスパンダ）
- この恋で鼻血を止めて（先輩[26]）
- バンザイ! キング・ジュリアン（ワニー、リンゴ）
- レゴ シティ アドベンチャーズ（クリーム、ヴィトー）
- レゴ ニンジャゴー（悪領主、TBC男、住民男 他）

### ナレーション
- 生まれてから初めて見た夢
- 青春高校3年C組
- トミカリミテッドヴィンテージ
- ホームスター

### ラジオ
- 大橋歩夕の喫茶フェアリーテイルズ（スマートフォン向けラジオ・ゲスト）
- 木村昴 × 外崎友亮「ビバップ・コミュニケーション」（ラジオ大阪、アニメイトTV：2014年10月5日 - 2016年9月25日）
- God Bless Saturday「YOKOHAMA STORY」（FMヨコハマ）

### ラジオドラマ
- ルームシェア（仮）（マスター）
- マギカルト（五星リク）（2019年 - 2020年、ラジオ関西）[27]
- マギカルト芸術祭編（五星リク）（2021年、ラジオ関西）

### 朗読劇
- 千夜一夜座 第5回公演「絵のない絵本」「クリスマス・キャロル」（2016年1月15日 - 17日、阿佐ヶ谷アートスペース・プロット）[28]
- ブライト・プリズン -学園の美しき生け贄-（2020年9月13日、オンライン配信） - 楓雅 役
- 気ままなアイツを飼いならせ（2021年7月3日、オンライン配信） - 丹呉 役

### DVD
- ビバップ・コミュニケーションDVD 野郎だらけの大運動会 前編・後編

### イベント
- アクロスフェスタ!（アクロス エンタテインメント：2016年7月23日 - 2016年7月24日）
- AD LIVE 2016（バス運転手）：2016年9月10日

### その他コンテンツ
- 『アラフォー冒険者、伝説となる 〜SSランクの娘に強化されたらSSSランクになりました〜』デジタルコミック（2022年、リーマット[29]、ナレーション[29]）

### シリーズ一覧
1. ↑  第1期『竈門炭治郎 立志編』（2019年）、第3期『刀鍛冶の里編』（2023年）、第4期『柱稽古編』（2024年）
2. ↑  シーズン1（2021年）、シーズン2（2023年）
3. ↑  第1期（2023年）、第2期『ぷに2』（2024年 - 2025年）